# Симонян, Борис Арменакович
Борис Арменакович Симонян (28 сентября 1934, Баку — 28 января 2012, Кривой Рог, Днепропетровская область) — советский и украинский шашист.

## Биография
Родился 28 сентября 1934 года в Баку.
С 1949 года берёт участие в турнирах по русским шашкам. Мастер спорта СССР (1960).
Чемпион Азербайджанской ССР (1954—1989), Узбекской ССР. Чемпион (Симферополь, 1975, совместно с Эльшадом Мурсаловым) и серебряный призёр (Киев, 1981) СССР по русским шашкам. Участвовал в 12 чемпионатах СССР по русским шашкам.
С 1995 года проживал в Кривом Роге. Чемпион Кривого Рога и Днепропетровской области.
Чемпион Европы среди ветеранов в 1995—1996 годах. Участвовал в чемпионате мира 2005 года. Международный мастер с 2005 года.
Ученик Николая Хачатурова. Работал тренером по шашкам.
Умер 28 января 2012 года в Кривом Роге.